# 山口貴也
山口 貴也（やまぐち たかや、1997年1月31日 - ）は、日本の俳優。神奈川県出身。スターダストプロモーション所属。

## 略歴
- 中学生のころにスターダストプロモーションからスカウトを受けたが保留にした。大学に入学したころよりモデルをやってみたいと思い同社に連絡をし所属した[4]。
- 2017年、AbemaTVのリアリティー番組「 オオカミくんには騙されない♥」でデビュー[5][3]。
- 2020年、特撮ドラマ『仮面ライダーセイバー』にて新堂倫太郎 / 仮面ライダーブレイズとして初のレギュラー出演を務める[5][4][3]。

## 人物
- 趣味はドライブ、スニーカー[1]。特技はサッカー、泡立て[1][4][2]。サッカーは花形のフォワードではなく、ボランチやディフェンダーのほうが好きだという[2]。
- 平成仮面ライダーシリーズが3歳のころに始まり、『仮面ライダークウガ』から『仮面ライダー龍騎』まで見ており、『アギト』の仮面ライダーG3や『龍騎』の仮面ライダーナイトが特に好きであったという[2]。

## 出演

### テレビドラマ
- 仮面ライダーセイバー（2020年9月6日 - 2021年8月29日、テレビ朝日） - 新堂倫太郎 / 仮面ライダーブレイズ 役[6]
- ユニコーンに乗って（2022年7月5日 - 9月6日、TBS） - 白金貴史 役[7][8]
- 特捜9 season6 第6話（2023年5月10日、テレビ朝日） - 今井安彦 役
- 松本清張 二夜連続ドラマプレミアム「ガラスの城」（2024年1月4日、テレビ朝日） - 佐々木誠 役[9]
- 闇芝居 十三期（2024年7月14日 - 、テレビ東京） - 声の出演

### 映画
- OUT OF THE BLUE〜俺の人生無駄ばかり〜（2019年11月3日）
- 仮面ライダーシリーズ（東映） - 新堂倫太郎 / 仮面ライダーブレイズ 役
  - 劇場短編 仮面ライダーセイバー 不死鳥の剣士と破滅の本（2020年12月18日）[10]
  - セイバー+ゼンカイジャー スーパーヒーロー戦記（2021年7月22日）[11]
  - 仮面ライダー ビヨンド・ジェネレーションズ（2021年12月17日）[12]

### 舞台
- トレインライドシアター「このレールはドラマチック」（2023年11月19日・23日、東京都23区内）[13]
- みんな出ておいで〜（2024年3月5日 - 10日、DDD青山クロスシアター）[14]

### テレビ番組
- よるのブランチ（2022年4月6日 - 、TBS） - スタジオレギュラー

### オリジナルビデオ
- 仮面ライダーシリーズ
  - てれびくん超バトルDVD 仮面ライダーセイバー 集え！ヒーロー!!爆誕ドラゴンてれびくん（2021年） - 新堂倫太郎 / 悪倫太郎 役
  - ソードオブロゴスサーガ 前編（2021年） - 新堂倫太郎 役
  - 仮面ライダーセイバー 深罪の三重奏（2022年5月11日、東映ビデオ） - 新堂倫太郎 / 仮面ライダーブレイズ 役[15]

### ウェブドラマ
- 僕等の物語（2020年6月26日、YouTube）
- 仮面ライダーシリーズ - 新堂倫太郎 / 仮面ライダーブレイズ 役
  - 仮面ライダーセイバー スピンオフ 剣士列伝 第3話・第4話（2020年12月6日・20日、TELASA）[注釈 1]
  - TTFC産直シアター 仮面ライダーセイバー 第2幕（2021年6月13日、東映特撮ファンクラブ）
  - 仮面ライダースペクター×ブレイズ（2021年6月27日、東映特撮ファンクラブ）[注釈 2][18]
- 迷探偵ジョニ男さん（2023年3月28日 - 5月2日、LINE）
- 御手洗家、炎上する（2023年7月13日、Netflix） - 小林 役

### ウェブ番組
- オオカミくんには騙されない♥（2017年2月18日 ‐ 4月1日、AbemaTV）

### ウェブアニメ
- 別冊 仮面ライダーセイバー 短編活動萬画集 第1集（2021年2月1日、東映特撮ファンクラブ） - 新堂倫太郎 役

### PV
- ハジ→「春夏秋冬。」

### CM
- ラビット・カーネットワーク（2019年1月 ‐ ）
- リソー教育「TOMAS学習塾」（2019年2月 ‐ ）
- 第一生命 レジャー保険「Snap」（2019年8月 ‐ ）
- Spazio イメージキャラクター（2019年8月 - ）
- レノボ・ジャパン「Thinkpad」（2019年8月 - ）
- トヨタ自動車（2019年10月 - ）
- 大和工業（2019年12月 - ）
- ジャンボ宝くじ 「ジャンボ兄ちゃん教えて」篇（2020年4月 - ）
- 大塚製薬「オロナミンCドリンク」（2021年）

### ゲーム
- 仮面ライダー シティウォーズ（2020年、iOS・Android） - 仮面ライダーブレイズ 役[19]
- 仮面ライダーバトル ガンバライジング（2020年、アーケード） - 仮面ライダーブレイズ 役[20]
- 仮面ライダーバトル ガンバレジェンズ（2023年、アーケード） - 仮面ライダーブレイズ 役

### 玩具
- 仮面ライダーセイバー トライク変形 DXガトライクフォン（2020年10月） -  新堂倫太郎 / 仮面ライダーブレイズ 役
- 仮面ライダーセイバー DX火炎剣烈火 サウンドアップデートエディション（2020年11月） - 新堂倫太郎 / 仮面ライダーブレイズ 役
- 仮面ライダーセイバー DX究極大聖剣 火炎剣烈火・水勢剣流水・雷鳴剣黄雷 エンブレムセット（2022年2月） - 新堂倫太郎 / 仮面ライダーブレイズ 役
- 仮面ライダーセイバー DXワンダーオールマイティワンダーライドブック（2022年2月） -  新堂倫太郎 / 仮面ライダーブレイズ 役

## ディスコグラフィ

### 参加作品
| 発売日        | 商品名                                           | 歌                                       | 楽曲                  | 備考                                                        |
| ------------- | ------------------------------------------------ | ---------------------------------------- | --------------------- | ----------------------------------------------------------- |
| 2021年9月29日 | 仮面ライダーセイバー SONG BEST                   | 内藤秀一郎、山口貴也、青木瞭             | 「Rewrite the story」 | テレビドラマ『仮面ライダーセイバー』挿入歌                  |
| 2022年6月22日 | 仮面ライダー 50th Anniversary TV THEME SONG BEST | 川津明日香、内藤秀一郎、山口貴也、青木瞭 | 「Bittersweet」       | オリジナルビデオ『仮面ライダーセイバー 深罪の三重奏』主題歌 |